# Cornelie Benndorf-Much
Cornelia Benndorf-Much (* 1880; † 1962 in Wien) war eine österreichische Anglistin, Turnpädagogin und Gymnasialdirektorin. Sie war die dritte Ehefrau des Altgermanisten Rudolf Much.

## Leben und Wirken
Benndorf legte 1907 die Prüfung für Turnlehrerinnen ab und leitete die „Sektion für körperliche Erziehung der weiblichen Mittelschuljugend“ im Wiener Verein Lyzeum. Im Schuljahr 1915/16 wurde sie als erste weibliche Mittelschulinspektorin mit der Fachinspektion des Turnunterrichs an Mädchenmittelschulen betraut sowie 1919 mit der Organisation von Fortbildungskursen für Turnlehrerinnen und Turnlehrer an der Universität Wien.
Auf Empfehlung von Elise Richter übernahm die nun verehelichte Benndorf-Much 1921 als erste Frau das Direktorenamt der Döblinger Mädchenmittelschule, heute Billrothgymnasium. Benndorf-Muchs stark deutschnationale Gesinnung war Richter zwar bekannt, empfand sie aber als „tüchtig“. Die Schule hatte – so Richter in ihrer Autobiografie – nach kurzer Zeit einen anderen Ruf, da Benndorf-Much in den ersten Wochen früh morgens am Eingang auf die zuspätkommenden Schüler und Lehrer wartete die so in kurzer Zeit zur Pünktlichkeit diszipliniert wurden.
In der Zeit des Nationalsozialismus wurde die Mädchenschule vom Regime verstaatlicht. Für die Lehrerinnen und Lehrer, als auch für die Schülerinnen mit jüdischem Hintergrund hatte der „Anschluss“ Österreichs an das deutsche Reich fatale Folgen: Sie mussten alle die Schule verlassen und einige fielen in den Konzentrationslagern Theresienstadt, Opole, Riga und Auschwitz dem Holocaust zum Opfer. Nach der Befreiung vom Nationalsozialismus wurde Benndorf-Much abgesetzt und die Schule provisorisch von Ella Spannagl verwaltet. Sie wurde im Grab ihres Mannes Rudolf Much in einem ehrenhalber gewidmeten Grab auf dem Baumgartner Friedhof (Gruppe E, Nummer 331) in Wien bestattet.

## Veröffentlichungen
- Die englische Pädagogik im 16. Jahrhundert: Wie sie dargestellt wird im Wirken und in den Werken von Elyot, Ascham und Mulcaster. Wiener Beiträge zur englischen Philologie 22. Braumüller. Wien/Leipzig 1905.
- „Frauenerziehungsjahr“. In: Der Bund – Zentralblatt des Bundes österreichischer Frauenvereine. 11. Jg., H. 10, Wien 1916